# Наумов, Иван Иванович (чиновник)
Иван Иванович Наумов (род. 18 марта 1945, село Диринг, Чурапчинский район Якутской ССР) — советский и российский чиновник.
Окончил физический факультет Якутского университета (1972). В 1972—1973 гг. второй секретарь Булунского районного комитета ВЛКСМ, в 1973—1977 гг. секретарь парткома совхоза «Булунский». В 1977—1982 гг. заведовал отделом культуры Булунского райисполкома, в 1982—1984 гг. — отделом пропаганды и агитации Булунского районного комитета КПСС. В 1984—1987 гг. директор совхоза «Приморский» в том же районе. В 1987—1988 гг. заместитель председателя Булунского райисполкома, в 1988—1991 гг. секретарь, второй секретарь Булунского райкома КПСС.
В 1991—1998 гг. первый заместитель министра культуры Республики Саха (Якутия). В 1998—2004 гг. директор Государственного театра оперы и балета Республики Саха (Якутия). В 2004—2007 гг. заместитель министра культуры и духовного развития Республики Саха (Якутия).
В 2007—2012 гг. ректор Высшей школы музыки Республики Саха (Якутия). На этом посту инициировал издание при школе журнала «Якутия музыкальная» и проведение международного конгресса «Музыкальное образование и исполнительство в духовном развитии общества», лично выезжал на гастроли по Якутии вместе с музыкальными коллективами учащихся, организовал газификацию посёлка, в котором живут учащиеся и преподаватели.
Заслуженный работник культуры Республики Саха (Якутия) (2002), почётный гражданин Булунского улуса (2003).